# 革蘭氏陽性菌

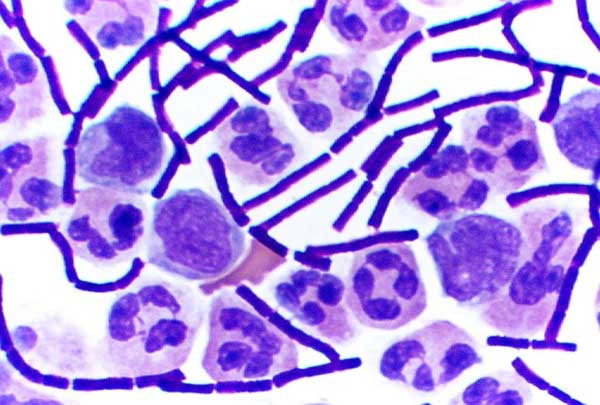
腦脊液樣本中，属革蘭氏陽性的炭疽桿菌（紫色棒）。其他細胞是白血球。

革蘭氏陽性菌（英文：Gram Positive）是能夠用革蘭氏染色染成深藍或紫色的細菌，而革蘭氏陰性菌不能被染色（通常染作红色以对比）。染色由于它們細胞壁中含有較大量的肽聚糖，革兰氏阳性菌与碘和结晶紫后又和菌体内核糖核酸镁盐-蛋白质复合物结合，所产生的复合物结合比较牢固，不容易被酒精脱色。但因革蘭氏阴性菌擁有的第二層膜和脂多糖層，所以革兰氏阴性菌染色不牢固，容易脱色。
革蘭氏陽性菌包含細菌中的一個大門——厚壁菌門（Firmicutes），包括一些著名的屬，如芽孢桿菌(Bacillus)、李斯特菌（Listeria）、葡萄球菌（Staphylococcus）、鏈球菌（Streptococcus）、腸球菌（Enterococcus）和梭菌（Clostridium）。此外厚壁菌門還包括了柔膜菌綱（Mollicutes），如支原體（Mycoplasma），它們不能被革蘭氏法染色，但與這些革蘭氏陽性種類相關。
放線菌是另一大類革蘭氏陽性菌，根據DNA中鳥嘌呤（G）和胞嘧啶（C）的含量，放線菌被稱爲高G+C革蘭氏陽性菌，而厚壁菌被稱爲低G+C革蘭氏陽性菌。如果細胞的第二層膜是衍生特徵，這兩類革蘭氏陽性菌可能是細菌基部的分支，否則它們可能組成關係相對較近的單系群。它們被認爲可能是古細菌和真核生物的祖先，因爲它們都缺乏第二層膜，並且具有一些生化上的相似性，比如含有固醇類。此外，儘管恐球菌-棲熱菌（Deinococcus-Thermus）類細菌結構上類似革蘭氏陰性菌，但也可被染成革蘭氏陽性。

## 参考文献

## 外部連結
- 革蘭氏陽性菌(Gram-positive bacteria) （页面存档备份，存于）